# Osipenko
Osipenko je priimek več oseb:
- Ivan Prokopevič Osipenko, sovjetski general
- Irina Osipenko, filmska igralka